# Teorema de Fubini
El teorema de Fubini permet calcular una integral doble mitjançant una integral iterada i també intercanviar l'ordre d'integració en les integrals iterades. És un resultat fonamental en Anàlisi matemàtica i en Teoria de la probabilitat. En veurem dues versions, una per a integrals de Riemann, que és la que s'utilitza en molts càlculs, i una altra en espais de mesura generals, on també s'anomena Teorema de Fubini-Tonelli.

## Teorema de Fubini per a integrals de Riemann
En aquesta secció totes les integrals són en sentit de Riemann,  i l'expressió integrable vol dir integrable Riemann. Tots els resultats que segueixen es troben a Marsden 
Teorema 1. (i) Sigui {\displaystyle f:[a,b]\times [c,d]\to \mathbb {R} }  una funció contínua. Aleshores {\displaystyle \int _{[a,b]\times [c,d]}f(x,y)\,dx\,dy=\int _{a}^{b}{\Big (}\int _{c}^{d}f(x,y)\,dy{\Big )}dx=\int _{c}^{d}{\Big (}\int _{a}^{b}f(x,y)\,dx{\Big )}dy,\qquad (1)}on {\displaystyle \int _{a}^{b}{\Big (}\int _{c}^{d}f(x,y)\,dy{\Big )}\,dx}vol dir que primer considerem la variable {\displaystyle x\in [a,b]} fixada i calculem la integral  de la funció {\displaystyle {\begin{aligned}f(x,\cdot ):[c,&d]\to \mathbb {R} \\&y\mapsto f(x,y)\end{aligned}}\qquad (2)}que designem per {\displaystyle \int _{c}^{d}f(x,y)\,dy}. Després calculem la integral de la funció {\displaystyle {\begin{aligned}&[c,d]\to \mathbb {R} \\&\quad x\mapsto \int _{c}^{d}f(x,y)\,dy\end{aligned}}}
(ii) Sigui {\displaystyle f:[a,b]\times [c,d]\to \mathbb {R} } una funció integrable, tal que per cada {\displaystyle x} la  la funció donada per (2) sigui integrable. Llavors, {\displaystyle \int _{[a,b]\times [c,d]}f(x,y)\,dx\,dy=\int _{a}^{b}{\Big (}\int _{c}^{d}f(x,y)\,dy{\Big )}\,dx.}Un resultat anàleg s'obté suposant que la funció {\displaystyle x\mapsto f(x,y)}  és integrable per a cada {\displaystyle y\in [c,d]}  fix.
Comentaris.
1. La integral de l'esquerra de (1) és una integral de Riemann doble. Alguns autors[2]  en lloc d'escriure {\displaystyle \int _{[a,b]\times [c,d]}f(x,y)\,dx\,dy}   utilitzen alguna altra expressió, com  {\displaystyle \iint _{[a,b]\times [c,d]}f(x,y)\,d\omega } .
2. Sovint  es suprimeixen els parèntesis de les integrals iterades i s'escriu {\displaystyle \int _{a}^{b}\int _{c}^{d}f(x,y)\,dy\,dx}, on l'ordre d'integració és, en aquest  cas, primer la integral respecte {\displaystyle y} . Si és convenient, s'especifiquen les integrals de la següent manera, .{\displaystyle \int _{x=a}^{b}\int _{y=c}^{d}f(x,y)\,dy\,dx}
3. Alguns autors escriuen el teorema mitjançant les següents funcions auxiliars: per a cada  {\displaystyle x\in [a,b]} fixada, sigui {\displaystyle f_{x}:[c,d]\to \mathbb {R} } definida per {\displaystyle f_{x}(y)=f(x,y),} i, anàlogament, per a cada {\displaystyle y\in [c,d]} fixada, sigui {\displaystyle f^{y}:[a,b]\to \mathbb {R} } definida per  {\displaystyle f^{y}(x)=f(x,y).}Aleshores la fórmula (1) s'escriu {\displaystyle \int _{[a,b]\times [c,d]}f(x,y)\,dx\,dy=\int _{a}^{b}{\Big (}\int _{c}^{d}f_{x}(y)\,dy{\Big )}\,dx=\int _{c}^{d}{\Big (}\int _{a}^{b}f^{y}(x)\,dx{\Big )}\,dy.}

Exemple. Sigui  {\displaystyle f:[0,\pi /2]\times [0,1]\to \mathbb {R} } definida per {\displaystyle f(x,y)=x\cos(xy),}que és una funció contínua.
Aleshores {\displaystyle \int _{[0,\pi /2]\times [0,1]}f(x,y)\,dx\,dy=\int _{0}^{\pi /2}{\Big (}\int _{0}^{1}x\cos(xy)\,dy{\Big )}dx=\int _{0}^{\pi /2}x{\Big [}{\frac {\sin(xy))}{x}}{\Big ]}_{y=0}^{1}\,dx=\int _{0}^{\pi /2}\sin x\,dx=1.}Cal notar que l'elecció de l'ordre d'integració pot ser important. En aquest exemple, la integral iterada que hem calculat és més senzilla que   {\displaystyle \int _{0}^{1}{\Big (}\int _{0}^{\pi /2}x\cos(xy)\,dx{\Big )}dy.}

### Integració sobre regions no rectangulars
El teorema anterior s'estén sense dificultat al cas que integrem sobre una regió del pla delimitada per corbes contínues: 

Figura 1. En verd, la regió d'integració

Propietat: Siguin  {\displaystyle \varphi ,\phi :[a,b]\to \mathbb {R} }   dues funcions contínues tals que   {\displaystyle \phi (x)\leq \varphi (x)} , per a tot  {\displaystyle x\in [a,b]} i considerem la regió del pla {\displaystyle A={\big \{}(x,y):\ x\in [a,b]\ {\text{i}}\ y\in [\varphi (x),\phi (x)]{\big \}}.}Sigui {\displaystyle f:A\to \mathbb {R} }  contínua. Aleshores, {\displaystyle \int _{A}f(x,y)\,dx\,dy=\int _{a}^{b}{\Big (}\int _{\phi (x)}^{\varphi (x)}f(x,y)\,dy{\Big )}\,dx.}Vegeu la Figura 1.
Naturalment, si la regió està limitada verticalment per corbes, es poden intercanviar els papers de {\displaystyle x} i de {\displaystyle y}  .

Figura 2. En verd, el triangle

Exemple. Considerem el triangle {\displaystyle T} de vèrtexs els punts (0,0),(1,0) i (0,2), vegeu la Figura 2. Volem integrar la funció {\displaystyle f:T\to \mathbb {R} } definida per  {\displaystyle f(x,y)=x^{2}+y.}El triangle {\displaystyle T} és el conjunt {\displaystyle T={\big \{}(x,y):\ x\in [0,1]\ {\text{i}}\ y\in [0,2x]{\big \}}.}Aleshores {\displaystyle \int _{T}f(x,y)\,dx\,dy=\int _{x=0}^{1}\int _{y=0}^{2x}(x^{2}+y)\,dy\,dx=\int _{x=0}^{1}{\Big [}x^{2}y+{\frac {y^{2}}{2}}{\Big ]}_{y=0}^{2x}\,dx=\int _{0}^{1}(2x^{3}+2x^{2})\,dx={\Big [}{\frac {x^{4}}{2}}+{\frac {2x^{3}}{3}}{\Big ]}_{x=0}^{1}={\frac {7}{6}}.}
En aquest exemple, el triangle també està definit per {\displaystyle T={\big \{}(x,y):\ y\in [0,1]\ {\text{i}}\ x\in [0,y/2]{\big \}},}i podríem haver calculat l'altra integral iterada.
Exemple.  En aquest exemple veurem que a vegades és convenient canviar l'ordre d'integració per calcular una integral iterada. Volem calcular la integral iterada {\displaystyle \int _{x=0}^{1}\int _{y=x}^{1}e^{y^{2}}\,dy\,dx}

Figura 3. En verd, la regió d'integració

Però la integral {\displaystyle \int e^{y^{2}}\,dy} no es pot expressar en termes de funcions elementals (polinomis, funcions exponencials, funcions trigonomètriques,...). Aleshores el que farem serà intercanviar l'ordre d'integració mitjançant el Teorema de Fubini. La integral iterada correspon a integrar la funció {\displaystyle e^{y^{2}}} en el triangle {\displaystyle T={\big \{}(x,y):\ x\in [0,1]\ {\text{i}}\ y\in [x,1]{\big \}}.}Vegeu la Figura 3.
Però tenim que també{\displaystyle T={\big \{}(x,y):\ y\in [0,1]\ {\text{i}}\ x\in [0,y]{\big \}}.}Pel teorema de Fubini, {\displaystyle \int _{x=0}^{1}\int _{y=x}^{1}e^{y^{2}}\,dy\,dx=\int _{y=0}^{1}\int _{x=0}^{y}e^{y^{2}}\,dx\,dy=\int _{y=0}^{1}{\Big [}xe^{y^{2}}{\Big ]}_{x=0}^{y}\,dy=\int _{0}^{1}ye^{y^{2}}\,dy={\Big [}{\frac {1}{2}}e^{y^{2}}{\Big ]}_{y=0}^{1}={\frac {1}{2}}(e-1).}

## Teorema de Fubini en espais de mesura
Les referències d'aquest apartat són Hewitt-Stromberg  i Folland 
Siguin {\displaystyle (X,{\mathcal {A}},\mu )} i  {\displaystyle (Y,{\mathcal {B}},\nu )} dos espais de mesura. En el conjunt producte {\displaystyle X\times Y} es defineix la {\displaystyle \sigma }-àlgebra producte {\displaystyle {\mathcal {A}}\otimes {\mathcal {B}}} com la mínima {\displaystyle \sigma }-àlgebra que conté tots els rectangles de la forma  {\displaystyle A\times B}, amb {\displaystyle A\in {\mathcal {A}}} i  {\displaystyle B\in {\mathcal {B}}}  , i es construeix la  mesura producte  {\displaystyle \mu \times \nu }   en {\displaystyle {\mathcal {A}}\otimes {\mathcal {B}}}  a partir de {\displaystyle \mu \times \nu (A\times B)=\mu (A)\nu (B),\ A\in {\mathcal {A}}\ {\text{i}}\ B\in {\mathcal {B}}.}En Teoria de la mesura és convenient treballar amb funcions que poden prendre els valors {\displaystyle +\infty } o {\displaystyle -\infty } . Escriurem {\displaystyle [0,+\infty ]=[0,+\infty )\cup \{+\infty \}} i  {\displaystyle {\overline {\mathbb {R} }}=\mathbb {R} \cup \{+\infty ,-\infty \}}. Recordem que totes les seccions d'una funció mesurable de dues variable són mesurables, concretament sigui {\displaystyle f:X\times Y\to {\overline {\mathbb {R} }}}  una funció {\displaystyle {\mathcal {A}}\otimes {\mathcal {B}}}-mesurable. Aleshores per a tot   {\displaystyle x\in X}, la funció {\displaystyle {\begin{aligned}f(x,\cdot ):&Y\to {\overline {\mathbb {R} }}\\&y\mapsto f(x,y)\end{aligned}}}és {\displaystyle {\mathcal {\mathcal {B}}}}-mesurable,  i per a tot  {\displaystyle y\in Y}, {\displaystyle {\begin{aligned}f(\cdot ,y):&X\to {\overline {\mathbb {R} }}\\&x\mapsto f(x,y)\end{aligned}}}és {\displaystyle {\mathcal {A}}}-mesurable. També cal recordar que si una funció mesurable és no negativa, la seva integral sempre està definida però pot donar {\displaystyle \infty }.
 
Teorema.Siguin {\displaystyle (X,{\mathcal {A}},\mu )} i  {\displaystyle (Y,{\mathcal {B}},\nu )} dos espais de mesura {\displaystyle \sigma }-finits.
(i) Cas no negatiu. Sigui {\displaystyle f:X\times Y\to [0,\infty ]} una funció {\displaystyle {\mathcal {A}}\otimes {\mathcal {B}}}-mesurable no-negativa. Aleshores les funcions  {\displaystyle {\begin{aligned}&X\to [0,\infty ]\\&x\mapsto \int _{Y}f(x,y)\,d\nu (y)\end{aligned}}\qquad {\text{i}}\qquad {\begin{aligned}&Y\to [0,\infty ]\\&y\mapsto \int _{Y}f(x,y)\,d\mu (x)\end{aligned}}}són  {\displaystyle {\mathcal {A}}}-mesurable i {\displaystyle {\mathcal {B}}} -mesurable respectivament, i {\displaystyle \int _{X\times Y}f\,d(\mu \times \nu )=\int _{X}{\Big (}\int _{Y}f(x,y)\,d\nu (y){\Big )}d\mu (x)=\int _{Y}{\Big (}\int _{X}f(x,y)\,d\mu (x){\Big )}d\nu (y),\qquad (3)}(ii) Cas integrable. Sigui  {\displaystyle f:X\times Y\to {\overline {\mathbb {R} }}} una funció  {\displaystyle {\mathcal {A}}\otimes {\mathcal {B}}}-mesurable i {\displaystyle \mu \times \nu }-integrable. Aleshores {\displaystyle \mu }-quasi per tot  {\displaystyle x\in X},  la funció  {\displaystyle {\begin{aligned}f(x,\cdot ):&Y\to {\overline {\mathbb {R} }}\\&y\mapsto f(x,y)\end{aligned}}}és {\displaystyle \nu }-integrable. A més,  la funció (definida  {\displaystyle \mu }-quasi per tot {\displaystyle x\in X}){\displaystyle {\begin{aligned}&X\to {\overline {\mathbb {R} }}\\&x\mapsto \int _{Y}f(x,y)\,d\nu (y)\end{aligned}}}és  {\displaystyle \mu } -integrable. Anàlogament, {\displaystyle \nu }-quasi per tot  {\displaystyle y\in Y},  la funció {\displaystyle x\mapsto f(x,y)} és {\displaystyle \mu }-integrable i  la funció   {\displaystyle y\mapsto \int _{Y}f(x,y)\,d\mu (x)}  és  {\displaystyle \nu } -integrable, i val la fórmula (3).
El cas (i) s'anomena Teorema de Tonelli i el cas (ii) Teorema de Fubini, i conjuntament Teorema de Fubini-Tonelli.
Observació.  El teorema anterior també és cert per a funcions amb valors en {\displaystyle [0,\infty )}  o  {\displaystyle \mathbb {R} }, ja que també són mesurables com a funcions a valors en {\displaystyle {\overline {\mathbb {R} }}} , vegeu a   les condicions de mesurabilitat respecte la {\displaystyle \sigma }-àlgebra de Borel a {\displaystyle {\overline {\mathbb {R} }}} (vegeu també).
Exemple (Billingsley): Considerem un espai de probabilitat {\displaystyle (\Omega ,{\mathcal {F}},P)} i sigui {\displaystyle Z:\Omega \to [0,\infty )}  una variable aleatòria no negativa. Aleshores {\displaystyle E[Z]=\int _{0}^{\infty }P\{Z>t\}\,dt=\int _{0}^{\infty }P\{Z\geq t\}\,dt.}Prova. En aquesta demostració utilitzarem la funció indicador d'un conjunt {\displaystyle C}  (en Anàlisi matemàtica s'anomena funció característica d'un conjunt): {\displaystyle {\boldsymbol {1}}_{C}(x)={\begin{cases}1,&{\text{si}}\ x\in C,\\0,&{\text{en cas contrari.}}\end{cases}}}També utilitzarem que si {\displaystyle z\geq 0}, llavors {\displaystyle z=\int _{0}^{z}dt=\int _{0}^{\infty }{\boldsymbol {1}}_{[0,z]}(t)\,dt.}(Integral de Lebesgue). Aleshores podem escriure l'esperança de {\displaystyle Z}  de la següent forma: {\displaystyle E[Z]=\int _{\Omega }Z(\omega )\,dP(\omega )=\int _{\Omega }{\Big (}\int _{0}^{\infty }{\boldsymbol {1}}_{[0,Z(\omega )]}(t){\Big )}dP(\omega ).}Però {\displaystyle 1_{[0,Z(\omega )]}(t)} és la secció per {\displaystyle \omega } (és a dir, amb  {\displaystyle \omega } fixada) de la funció {\displaystyle {\begin{aligned}&\Omega \times [0,\infty )\to [0,\infty )\\&\qquad (\omega ,t)\longmapsto 1_{\{Z(\omega )\geq t\}}\end{aligned}}\qquad (4)}La secció d'aquesta funció per {\displaystyle t} és  {\displaystyle \omega \mapsto 1_{\{Z\geq t\}}(\omega )}. Per tant, pel Teorema de Fubini  (de fet, Teorema de Tonelli), {\displaystyle E[Z]=\int _{\Omega }{\Big (}\int _{0}^{\infty }{\boldsymbol {1}}_{[0,Z(\omega )]}(t)\,dt{\Big )}dP(\omega )=\int _{\Omega \times [0,\infty )}{\boldsymbol {1}}_{\{Z\geq t\}}(\omega ,t)\,dP(\omega )\times dt=\int _{0}^{\infty }{\Big (}\int _{\Omega }{\boldsymbol {1}}_{\{Z\geq t\}}(\omega )dP(\omega ){\Big )}dt=\int _{0}^{\infty }P\{Z\geq t\}\,dt}Per tant, només ens cal comprovar que la funció definida a (4) és {\displaystyle {\mathcal {F}}\otimes {\mathcal {B}}(\mathbb {R} )}-mesurable. Però aquesta propietat es dedueix de què la funció  {\displaystyle {\begin{aligned}&\Omega \times [0,\infty )\to [0,\infty )^{2}\\&\quad (\omega ,t)\longmapsto (Z(\omega ),t)\end{aligned}}}és {\displaystyle {\mathcal {B}}(\mathbb {R} ^{2})}-mesurable i la funció {\displaystyle {\begin{aligned}&[0,\infty )^{2}\to [0,\infty )\\&\ (z,t)\longmapsto {\boldsymbol {1}}_{\{z>t\}}\end{aligned}}}és mesurable.
Finalment, la igualtat{\displaystyle \int _{0}^{\infty }P\{Z>t\}\,dt=\int _{0}^{\infty }P\{Z\geq t\}\,dt}es dedueix del fet que la funció  {\displaystyle t\mapsto P\{Z>t\}}  és decreixent, i aleshores només tindrà un nombre numerable de punts de discontinuïtat , que seran aquells punts on {\displaystyle P\{Z=t\}\neq 0} (és anàleg al cas de les funcions de distribució: de fet, {\displaystyle P\{Z>t\}=1-F_{Z}(t)}on {\displaystyle F_{Z}(t)} és la funció de distribució de {\displaystyle Z}). Llavors, {\displaystyle P\{Z>t\}=P\{Z\geq t\},}excepte, com a màxim,  en un nombre numerable de punts. Per tant, la integral d'ambdues funcions és la mateixa.
Aquesta propietat s'escriu en termes de la funció de distribució de {\displaystyle Z}: {\displaystyle E[Z]=\int _{0}^{\infty }{\big (}1-F_{Z}(t){\big )}dt.}

### Teorema de Fubini-Tonelli en espais de mesura complets
Es diu que un espai de mesura {\displaystyle (S,{\mathcal {S}},\gamma )}  és complet  si la {\displaystyle \sigma }-àlgebra {\displaystyle {\mathcal {S}}} conté tots els subconjunts dels conjunts de mesura 0. Si un espai {\displaystyle (S,{\mathcal {S}},\gamma )}  no és complet, mitjançant un procediment que s'anomena compleció  es pot construir una {\displaystyle \sigma }-àlgebra  {\displaystyle {\overline {\mathcal {S}}}\supset {\mathcal {S}}}  i una mesura {\displaystyle {\overline {\gamma }}} en  {\displaystyle {\overline {\mathcal {S}}}} que és una extensió de {\displaystyle {\overline {\gamma }}}, això és, tal que per a qualsevol  {\displaystyle A\in {\mathcal {S}}} tenim que {\displaystyle {\overline {\gamma }}(A)=\gamma (A)}. En el cas d'un producte d'espais mesurables  {\displaystyle (X\times Y,{\mathcal {A}}\otimes {\mathcal {B}},\mu \times \nu )}  pot ocórrer que ambdós {\displaystyle (X,{\mathcal {A}},\mu )} i  {\displaystyle (Y,{\mathcal {B}},\nu )} siguin complets però que {\displaystyle (X\times Y,{\mathcal {A}}\otimes {\mathcal {B}},\mu \times \nu )} no ho sigui. Llavors, si necessitem treballar en un espai producte complet, cal utilitzar la compleció   {\displaystyle (X\times Y,{\overline {{\mathcal {A}}\otimes {\mathcal {B}}}},{\overline {\mu \times \nu }})}. Però el teorema de Fubini-Tonelli que hem vist s'aplica a funcions {\displaystyle {\mathcal {A}}\otimes {\mathcal {B}}} mesurables, i, per tant no serveix directament per a  funcions {\displaystyle {\overline {{\mathcal {A}}\otimes {\mathcal {B}}}}} mesurables; llavors cal fer una adaptació. Concretament tenim:
Teorema. (Espais de mesura complets). Siguin {\displaystyle (X,{\mathcal {A}},\mu )} i  {\displaystyle (Y,{\mathcal {B}},\nu )} dos espais de mesura complets {\displaystyle \sigma } -finits .
(i) Cas no negatiu. Sigui {\displaystyle f:X\times Y\to [0,\infty ]} una funció {\displaystyle {\overline {{\mathcal {A}}\otimes {\mathcal {B}}}}}-mesurable no-negativa. Aleshores  {\displaystyle \mu }-quasi per tot  {\displaystyle x\in X},  la funció  {\displaystyle {\begin{aligned}f(x,\cdot ):&Y\to [0,\infty ]\\&y\mapsto f(x,y)\end{aligned}}}és {\displaystyle {\mathcal {B}}}-mesurable i la funció (definida  {\displaystyle \mu }-quasi per tot {\displaystyle x\in X}){\displaystyle {\begin{aligned}&X\to [0,\infty ]\\&x\mapsto \int _{Y}f(x,y)\,d\nu (y)\end{aligned}}}és  {\displaystyle {\mathcal {A}}} -mesurable. Anàlogament, {\displaystyle \nu }-quasi per tot  {\displaystyle y\in Y},  la funció {\displaystyle x\mapsto f(x,y)} és {\displaystyle {\mathcal {A}}}-mesurable i  la funció   {\displaystyle y\mapsto \int _{Y}f(x,y)\,d\mu (x)}  és  {\displaystyle {\mathcal {B}}} -mesurable, i {\displaystyle \int _{X\times Y}f\,d\,{\overline {\mu \times \nu }}=\int _{X}{\Big (}\int _{Y}f(x,y)\,d\nu (y){\Big )}d\mu (x)=\int _{Y}{\Big (}\int _{X}f(x,y)\,d\mu (x){\Big )}d\nu (y),\qquad (5)}(ii) Cas integrable. Sigui  {\displaystyle f:X\times Y\to {\overline {\mathbb {R} }}} una funció  {\displaystyle {\overline {{\mathcal {A}}\otimes {\mathcal {B}}}}}-mesurable i {\displaystyle {\overline {\mu \times \nu }}}-integrable. Aleshores {\displaystyle \mu }-quasi per tot  {\displaystyle x\in X},  la funció  {\displaystyle {\begin{aligned}f(x,\cdot ):&Y\to {\overline {\mathbb {R} }}\\&y\mapsto f(x,y)\end{aligned}}}és {\displaystyle {\mathcal {B}}}-mesurable i {\displaystyle \nu }-integrable. A més,  la funció (definida  {\displaystyle \mu }-quasi per tot {\displaystyle x\in X}){\displaystyle {\begin{aligned}&X\to {\overline {\mathbb {R} }}\\&x\mapsto \int _{Y}f(x,y)\,d\nu (y)\end{aligned}}}és {\displaystyle {\mathcal {A}}}-mesurable i {\displaystyle \mu } -integrable. Anàlogament, per a les funcions {\displaystyle x\mapsto f(x,y)}, i {\displaystyle y\mapsto \int _{Y}f(x,y)\,d\mu (x)}, i val la fórmula (5).

## Aplicacions
L'avaluació de la integral de Gauß és una de les aplicacions del teorema de Fubini. Això és, que es compleix la següent igualtat 
{\displaystyle \int _{-\infty }^{\infty }e^{-x^{2}}\,dx={\sqrt {\pi }}.}